# Govinek, Pšata
Govinek je potok, ki izvira severno od naselja Komenda in se kot levi pritok priključi reki Pšata, ta pa se kasneje izliva v Kamniško Bistrico.